# María Luisa Marín
María Luisa Marín (Fecha y lugar de nacimiento desconocidos) fue una activista anarquista y líder social defensora del derecho a la vivienda. Participó, entre otros movimientos, en la Huelga inquilinaria de Veracruz de 1922.

## Trayectoria
María Luisa fue originaria de la Ciudad de México. Influenciada por pensamiento anarquista y la reciente Revolución mexicana, llegó a Veracruz en 1922 con sus hermanos Lucio y Esteban con el fin de participar en el movimiento inquilinario encabezado por Herón Proal, fundador del  Sindicato Revolucionario de Inquilinos (SRI). En dicha actividad y tras la detención de Proal en diciembre de 1923, María Luisa asumió el secretariado del SRI  destacó al encabezar las movilizaciones sociales, fundando con otras mujeres la Federación de Mujeres Libertarias. Las mujeres de esta organización apoyaron las acciones de la huelga inquilinaria enfrentando a propietarios de viviendas, a la policía y a personas adversas al movimiento. Promovieron además la comunicación entre los activistas encarcelados y la creación de un sindicato de presos. Buscó la integración a la lucha social de otros sectores como las trabajadoras domésticas.
Marín fue asociada sentimentalmente con Proal. Fue detenida el 28 de enero de 1926, obligada a elegir entre la cárcel o el destierro del estado de Veracruz, asumiendo esto último.